# Smolenské knížectví
Smolenské knížectví, někdy nazývané Smolenské velkoknížectví (starorusky Великое княжество Смоленское), bylo v období od 11. do 16. století knížectvím středověké Kyjevské Rusi a poté (od roku 1404) součást Litevského velkoknížectví, definitivně zaniklo roku 1508 jeho přetvořením ve vojvodství.

## Historie

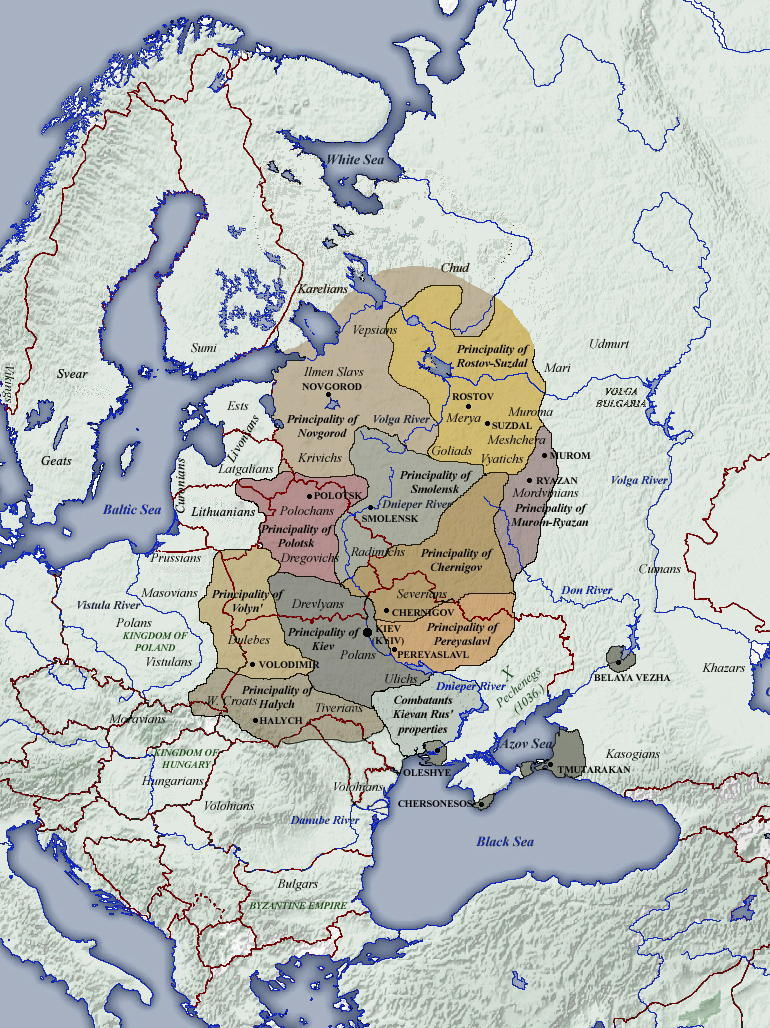
Knížectví středověké Kyjevské Rusi roku 1054

### Vznik
Po dlouhá léta bylo Smolenské knížectví panstvím Kyjevské Rusi. Po vymanění se z nadvlády Kyjeva v roce 1127 nabylo knížectví samostatnosti, ale následně se dostávalo do politického vlivu rozrůstajícího se Litevského velkoknížectví. V roce 1387 se knížectví stalo vazalem svého mocnějšího souseda. Po dlouhém panování domácích ruských dynastií Jaroslavičů (1054–1085), Svjatoslavičů (1092–1125), Rostislavičů (1125–1230) a Mstislavičů (1230–1404) bylo knížectví v roce 1404 nakonec Litevci dobyto a stalo se součástí litevského státu Gediminovců. 

### Součást Litvy

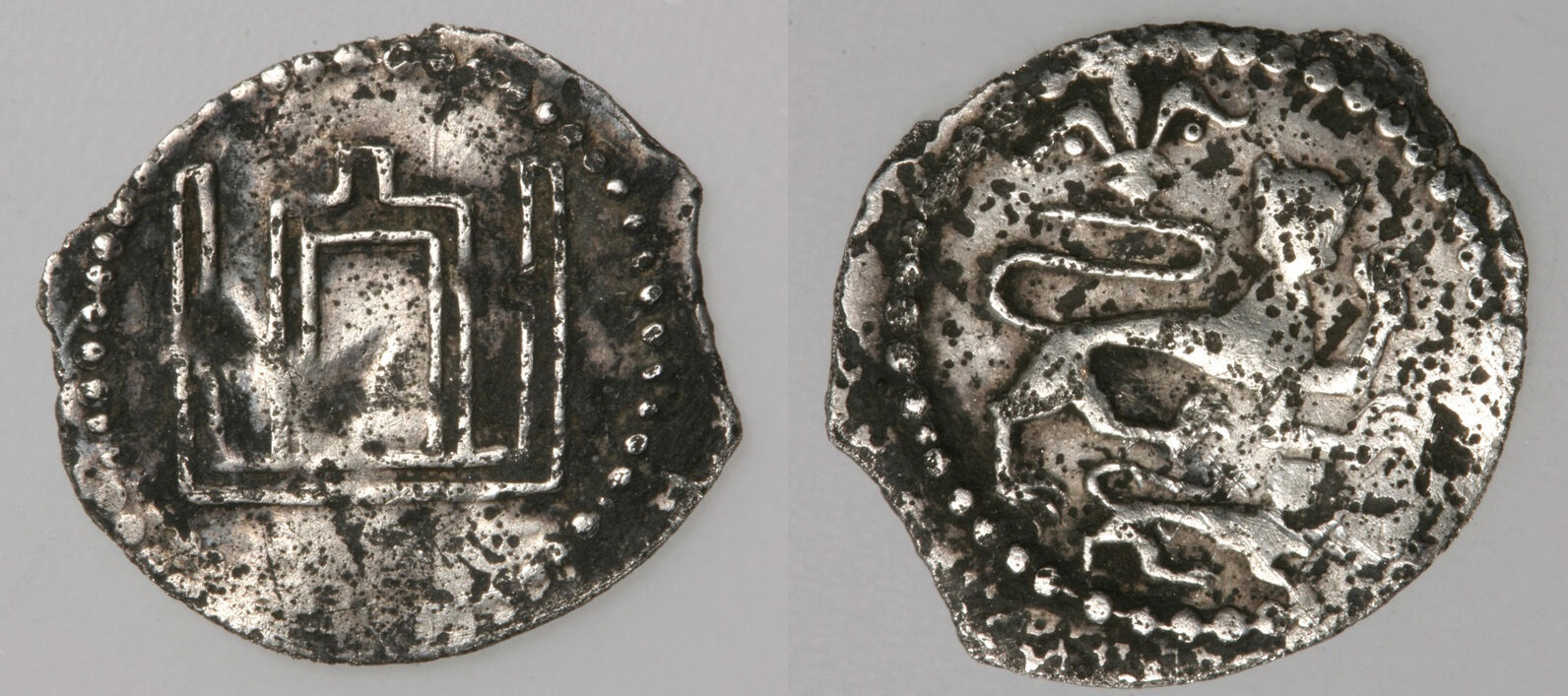
Smolenská mince ražená Vytautasem se znakem sloupů Gediminovců (Smolensk byl podřízeným státem Litvy)

Po ovládnutí smolenského státu roku 1404 se žádný z litevských Gediminovců neujal knížecího trůnu po předchozích vládnoucích rodech a nezaložil tak místní dynastii, místo toho byli do Smolensku dosazováni litevští místodržitelé a smolenský stát přestal de facto být knížectvím, pouze se stal jednou z mnoha zemí Litvy, v podstatě jako administrativní celek litevského státu. V roce 1410 se smolenské oddíly pod litevskou korouhví Gediminovců zúčastnily bitvy u Grunwaldu proti vojskům Řádu německých rytířů, která dopadla vítězně pro Polsko a Litvu.

### Zánik
V roce 1508 bylo knížectví jako součást Litvy přetvořeno ve vojvodství, které na krátko v letech 1514–1611 ovládlo Ruské carství, ale později bylo město Smolensk s pomocí záporožských kozáků znovudobyto a připojeno k litevské části v polsko-litevském státě. Vojvodství zaniklo v roce 1654 v důsledku třetího dělení Polska.

## Státní symbolika

vlajka, znak:
litevská korouhev se znakem Gediminovců, pod níž se smolenské oddíly účastnily bitvy u Grunwaldu
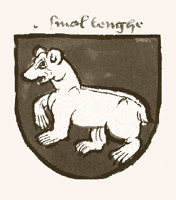
smolenský znak medvěda z heraldického sborníku z třicátých let 15. stol.
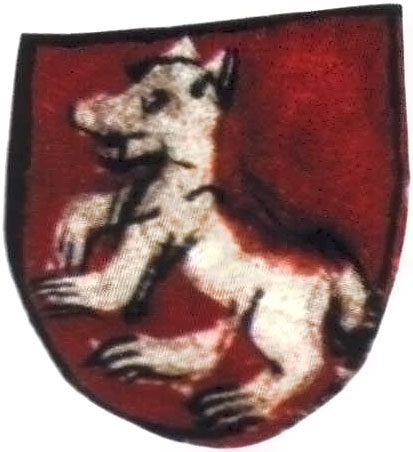
znak z jiného-novějšího sborníku erbů z 15. století
v heraldickém sborníku z třicátých let 15. stol.